# Máze
Máze (norska: Masi) är en ort i Kautokeino kommun i Finnmark fylke i norra Norge. 
Máze har en befolkning på omkring 350 personer, varav omkring 98 % är samer.. 
På 1970-talet fanns planer att bygga ett kraftverk i Altaälven med en uppdämning som skulle sätta Mázebygden under vatten.
Máze kyrka blev första gången uppförd 1721, under svensktiden före 1751 års gränsregering mellan Sverige och Danmark-Norge.
Ortnamnet härrör från namnet på floden Mázejohkka, som betyder "floden som slingrar".